# トキ (北斗の拳)
トキは、漫画『北斗の拳』に登場する、架空の人物。

## 概要
カイオウ、ラオウの実弟。ジャギ、ケンシロウの義兄、サヤカの実兄。
北斗神拳史上最も華麗な技の使い手であり、空中戦でその真髄を存分に発揮する。ラオウやケンシロウはもちろん、猜疑心が強かったジャギですらその才覚、技量を認めていたほどで、伝承者に最もふさわしい人物であった。しかし核戦争の際、定員となったシェルターにケンシロウとユリアを入れるため、自ら犠牲となって死の灰をあびて被曝し、それによる病によって継承者争いから脱落する。
元々、医学者として人を救いたい夢を持ち、以降は「死ぬまでにどれだけの人を救うことができるか、それが自分の生きた証」であると考え、人の命を助ける人間として生きる決意をする。「奇跡の村」などで北斗神拳の原理を応用した医療行為を行って多くの民衆を救った。
奇跡の村崩壊後は、ラオウの監獄都市カサンドラにあえて収監され、自身の偽物アミバを倒したケンシロウとの再会を待った。その後レイと共にケンシロウと同行、ラオウの暴虐を実際に目の当たりにし、その野望を阻止する為に拳士として再び立ち上がる。

## 声の出演
青年期
土師孝也
- テレビアニメ『北斗の拳』
- 『北斗の拳 (1995年のゲーム)』
- 『北斗の拳 世紀末救世主伝説』
- 『北斗の拳 激打』シリーズ（『3』以降）
- パチスロ『北斗の拳』、『北斗の拳SE』、『北斗の拳2 乱世覇王伝 天覇の章』
- パチンコ『CR北斗の拳 (2005年)』
- 『北斗の拳 (対戦型格闘ゲーム)』

木村雅史
- 『パンチマニア 北斗の拳』

佐藤晴男
- 『タイピング覇王 北斗の拳 激打2』

田中秀幸
- 『新・北斗の拳』

堀内賢雄
- 『真救世主伝説 北斗の拳』シリーズ
- パチンコ（『ぱちんこCR北斗の拳』以降）
- パチスロ（『パチスロ北斗の拳 世紀末救世主伝説』以降）
- 『北斗の拳 スマートショック』
- 『北斗の拳 LEGENDS ReVIVE』
- その他各種外部出演など

東地宏樹
- 『北斗の拳 ラオウ外伝 天の覇王』

関智一
- 『北斗無双』シリーズ
- 『DD北斗の拳』シリーズ

諏訪部順一
- 『北斗の拳 イチゴ味』

咲野俊介
- 『北斗が如く』

少年期
鳥海勝美
- テレビアニメ『北斗の拳』

太田哲治
- 『真救世主伝説 北斗の拳 ラオウ伝 殉愛の章』

岡本信彦
- 『北斗の拳 ラオウ外伝 天の覇王』

## 身体的特徴など
身長188cm、体重95kg、バスト125cm、ウエスト87cm、ヒップ103cm、首周り43cm。（データは週刊少年ジャンプ特別編集『北斗の拳 SPECIAL』の「拳聖烈伝」による）
肩まで達するロングヘアスタイルに鉢金を付けており、頭髪は茶髪（TVアニメでは黒髪）「奇跡の村」で活動をしていた時点でも、若々しい容貌をしていたが、カサンドラ入牢後は口髭と顎髭を薄く蓄え、容貌も衰え、髪の色も白髪に変色していた。
ケンシロウの少年時代、滝に打たれる修行中の彼が頭上から落ちてきた流木に身を潰されそうになったところを、身を挺してかばった結果、背中に大きな傷を負い、以降もその時の傷跡が残る。
北斗4兄弟の中では誰よりも紳士的な雰囲気を漂わせている。
衣装のデザインは終始白を基調とした服装となっている。
テレビアニメ版では第3部「乱世覇道編」以降は左肩に茶色の肩当とそこから同色のタスキ掛け状のベルトを着用している。

## 人物
物語中、屈指の人格者。核戦争後の混乱の時代には不釣合いなほどに、我欲や野望とは無縁の、伝統や戒律を遵守する性格の持ち主。常に自分と周囲を知り、善悪を分かつ。
北斗神拳の修行の際も伝承者の座に固執することなく、ライバルでもある義弟のケンシロウを助けたり、あくまで兄ラオウを目指すとリュウケンに語ったりしたこともある。このラオウを目指す姿は、彼の抱いた唯一の秘めた野心とも言える。カサンドラから救出後、再び闘いの場に引き出されると、一人の拳法家としてあくまで自分が目指したラオウとの闘いに余命を燃やす。
少年時代のラオウは、「もし自分が道を外れた時にはトキの手で自分を倒してくれ」と約束し、この言葉をトキは終生忘れておらず、ラオウと戦った際には、その野心さえなければ自分やケンシロウは喜んで伝承者の座をラオウに譲っていたと涙したこともあった。
ラオウと同様、後付での設定が少なからずあり、リュウケンの養子になった経緯などには幾つかの矛盾点がある。ラオウと二人、養子に迎えるのはどちらか一人として崖に突き落とされたが、ラオウが彼を抱えて崖をよじ登ってみせたため、リュウケンの養子となったという。当初はあくまで伝承者候補ではなく、ラオウがその面倒を見るという条件での養子入りであった。しかしある時、自分が可愛がっていた子犬（アニメでは鳥）がゴロツキに殺されたことに怒り狂い、そのゴロツキを叩きのめしてしまう。駆け付けたリュウケンは、トキがリュウケンとラオウの稽古を覗き見しただけで北斗神拳の技を体得してしまうほどの天与の才を秘めていることに気付き、彼自身の希望もあって道場での稽古を許され、伝承者候補となる。
その風貌のモチーフはイエス・キリストであり、自己犠牲的な行いや弱者救済のエピソードなども、これに準じたものである（宝島社刊『北斗の拳 完全読本』）

## 柔の拳と有情拳
トキが持つ北斗神拳の特性は、ラオウやケンシロウの拳質が闘気を前面に押し出す「剛の拳」なのに対し、静水の如く拳を受け流して隙を突く「柔の拳」にある。ラオウは、トキの「柔の拳」を恐れるあまりに、部下に対しトキとケンシロウの合流を阻止するように厳命していたほどで、そのためにトキをカサンドラに幽閉した。しかしトキは、病の故に追うのではなく待つべきだと確信し、「奇跡の村」が襲撃された際にあえてカサンドラでケンシロウと合流することを図って、囚われの身になっていたのである。
実際に、マミヤの村で初めて、ラオウにケンシロウと二人で対峙した際、ケンシロウと組んで2対1ならば勝てる状況であったにもかかわらず、「北斗神拳に2対1の戦いはない」「見るのもまた戦いだ」とケンシロウの秘孔を突き、自分が声をかけない限り動けないようにして、自身の「柔の拳」による戦い方をケンシロウに見せようとした。
しかし、当のトキにとって「柔の拳」はあくまで自身の才能で体得したものに過ぎず、彼自身は少年期よりラオウの「剛の拳」を目指していた。それ故に後述するラオウとの最終決戦ではあえて「剛の拳」を使った。
北斗神拳の技・主に「剛の拳」にかかった者は激痛の後に絶命することがほとんどだが、トキはその慈悲深さから、快感を覚えさせ苦痛を与えない経絡を突く、又はそのような快感を引き起こす技を使う。
これらは「北斗有情拳」と総称され、特にトキのそれにかかると天国すら感じると言われている。トキが劇中最初に見せた北斗有情拳（北斗有情破顔拳）では、二人の敵が腕や脚が妙な方向に勝手に曲がっていくのを目にしてもなお痛覚ではなく快感を覚えながら破裂していった。
ケンシロウを上回る優しさを持つトキは、どんな悪党に対しても必ず憐れみを以って葬り去る技として「北斗有情拳」を用いるのである。
原作において「柔の拳」はトキの優しさと、その拳を会得できるだけの才能があったからこそ成り立っているような印象を有するが、トキが主人公のスピンオフ作品『銀の聖者 北斗の拳 トキ外伝』劇中において、トキは「柔の拳」について「北斗神拳という、血生臭い暗殺拳を身につけた罪悪感が生んだ拳」とも語っている。
洞察力にも長けており、ラオウがついに見抜けず、ケンシロウも一度惨敗して二度目の戦いの中でようやく気付いたサウザーの身体の秘密も察していた。

## ラオウとの決戦とその後
病を背負った身体でラオウに挑むために、最終決戦では、自らの残命を縮めても生を呼び覚ます秘孔「刹活孔」を突くことで一時的に剛力を得る。こうして死を覚悟して、ラオウと同じ「剛の拳」で対抗し、「天翔百裂拳」でラオウに膝をつかせるまで追い詰めたが、「刹活孔」を突いて徐々に弱っていく拳では、ことごとくとどめを刺すに至らず、ラオウの涙と共に繰り出された拳により敗北した。
決着の後、ラオウはトキに拳を振り下ろすも、わざと狙いを外し、「拳王を目指した男トキは死んだ。此処にいるのはただの病と闘う男」と発言。トキの命までは奪わず、体をいたわるように告げ、その場を後にした。その後、トキは自身の村で医療活動に従事するが、「刹活孔」を突いた影響で、もはや余命も僅かで病の進行は著しいものがあり、村人達への医療活動にも支障をきたす状況だった。そこに追い討ちをかけるかの如く、天狼星のリュウガに襲われてしまう。しかし病んでなお眼力の高いトキは、リュウガの真意を読み取ると自ら甘んじて致命傷を受け、リュウガの居城へ連れて行かれる。トキは、危急の知らせを聞き駆けつけたケンシロウが、真の怒りを覚え、リュウガに対しとどめを刺さんとする刹那に現れると、ケンシロウに「哀しみを怒りにかえて生きよ」と諭し、彼に未来を託して、既に事切れたリュウガを腕に抱え、立ったまま息を引き取った。
死後、ラオウの前に幻影として現れるようになり、ラオウを論していた。

## 補足
- 核戦争の際、ケンシロウとユリアを救うために自身を犠牲にした場面に関して、原作ではシェルターが満杯になっていた事が理由とされたが、「周りのほとんどが子供ばかりだから、子供を肩車でもすれば入れるのでは」との声、ケンシロウとユリアを入れた時点で明らかにスペースがあって、それどころかケンシロウが膝を曲げるシーンもあるとの指摘を受け、TV版ではシェルターのドアの故障により、自らの力で外側からドアを閉め続けたと変更された。新OVA『トキ伝』では核戦争以前から難病にその身を冒されており、ケンシロウの北斗神拳伝承の意志を揺るがせぬために自ら死の灰を被ったように改められている。漫画『銀の聖者 北斗の拳 トキ外伝』ではケンシロウ達が向かったシェルターが、シェルターへと続く“エレベーター”に変更されている。その為、入れない理由もエレベーターの重量オーバーになっていて、ケンシロウ達が来る前に、重量を軽くするために荷物を外へ捨てる描写もあり、トキは既に死兆星を見ていたことから、敢えて自らを犠牲にする形で死の灰を被った。
- トキが奇跡の村を訪れたのは被爆後のことであるが、当時まだ病状はそれほど進行していなかったようで、アミバ及びゲルツ（アミバの実験台にされた男）の回想によればまだ髪は黒く肌にも張りがあったという。アニメ版ではこの点が変更され、奇跡の村を訪れた際には既に白髪となっている。このため、原作では黒髪のアミバも、アニメでは白髪で描かれている。
- 前述のとおりケンシロウとラオウから「病さえなければ」とその才能を惜しまれたが、本人は拳の実力と病を結びつけて考えることを嫌っていたらしく、ケンシロウに対しては「お前と互角に戦えたのは宿命」、ラオウに対しては「拳を高めたのは死期ではなく、あなた（ラオウ）自身の存在」と答えている。ラオウもそのことは察しており、トキが聖帝軍を相手に戦った際には「病は進んでも拳は微塵も衰えぬ」と驚嘆した。
- 「北斗有情拳」はトキの代名詞的技ではあったが、後にケンシロウが聖帝サウザーにとどめを刺す際に、情けをかける技として「北斗有情猛翔破」を使った。この事から北斗有情拳は「柔の拳」特有のものではない北斗神拳の拳技の一つとされる。
- 生前、トキは自身とラオウの墓を両親の墓の隣に建てていて、この4つの墓がある場所で「私はここで生まれ育った」と明言しており、自分達がこの地で眠ることを望んでいた。ラオウ死亡後にケンシロウらがこの墓の前に赴いていたことから、彼の望み通りケンシロウはトキやラオウの遺体を荼毘に付し、遺骨をこの地に葬ったようである。
- ラオウとトキが実の兄弟であることは、前述のラオウとの決戦直前までケンシロウには伏せられていた。ケンシロウはうすうすその事実に気付いていたようであるが明確に知っていたわけではないらしく、レイには「兄弟といえども（ジャギを含め自分との）血のつながりはない」と説明している[2]。
- 特に語られてはいないものの、カイオウ、ラオウと共に傍系ではあるが北斗宗家の血を継いでいるはずである。このことはカイオウも認めており、ケンシロウとの戦いの中で自身の名前とともにラオウとトキの名を挙げ、自分と同格の存在であることを強調している。
- 温厚な人柄のイメージが強いが、アミバに実力差を見せつけて脅したり、ケンシロウに「親しい者（リン）を殺せないようでは、リュウケンすら手にかけたラオウには勝てない」と諭したり、レイに「心霊台を突く苦しみに耐えるか、マミヤの用意した毒薬を飲んで今すぐ死ぬか」という究極の二者択一を迫るという、普段の温厚さとは一転した冷徹なリアリストとしての側面も見せていた。

## その他
- 「週刊コミックバンチ」2007年39号から原案・武論尊、原哲夫。漫画・ながてゆかによりトキを主人公とするスピンオフ漫画作品『銀の聖者 北斗の拳 トキ外伝』が連載された。単行本は全6巻。
- 1986年に発売されたテレビゲームのセガ・マークIII版『北斗の拳』では4面「カサンドラ伝説」のボスキャラクターとして登場し、プレイヤーの操作するケンシロウと、1対1の現在でいう対戦格闘ゲームの形式で戦うが、ヒットポイント（HP）を消耗させ尽くしてHPゲージがわずかに残った状態で、プレイヤーの操作するケンシロウ共々立ったままステージクリアになるという、格闘ゲーム史を見渡しても希有な決して完全に倒せないボスキャラクターである。
- AC版格闘ゲーム『北斗の拳』ではトップクラスの強さを誇る。
- 『北斗無双』ではトキをプレイヤーキャラクターとして用いた場合、一定以上連続して攻撃動作を行うと、咳き込みながら地面に崩れるという「病人らしい」キャラクターになっている。また、条件を満たすことで病に冒されていない黒髪のトキを使用することができ、こちらは最初から咳き込むことがない。
- 原作者・武論尊は絶滅した鳥のイメージで「トキ」と名づけたと語っている[3]。
- 稀勢の里が土俵入りする際の露払い役・松鳳山の化粧まわしにトキが描かれている[4][5][6]。
- 35周年を記念して行われた人気投票「国民総選挙」での結果は第4位。